# Næste skridt
Næste skridt er en dansk dramakomedie fra 2005. Morten Nørgaard har både skrevet manuskript og instrueret, ligesom han sammen med Birgitte C. Månsson og Margrethe Halvorsen producerede filmen.
Filmen var Morten Nørgaards første og blev udgivet på hans eget selskab, Ursa Major Productions.

## Medvirkende
- David Owe
- Kim Sønderholm
- Mads Koudal
- Ninna Cederholm
- Ane Fjelstrup
- Jens Okking
- Jannie Faurschou
- Ole Ernst
- Lisbet Lundquist
- Kira Eggers
- Thomas Biehl
- Pernille Lyck
- Povl Erik Carstensen
- Kristian Ibler
- Claus Bue
- Torben Zeller
- Anne Marie Helger
- Brian Mørk
- Hanne Stensgaard
- Merete Van Kamp
- Dorte Rømer
- Karin Bertling
- Tinja Sterndorff
- Michael Zile